# تنويعات نزارية على مقام العشق
تنويعات نزارية على مقام العشق، مجموعة شعرية من مؤلفات الشاعر العربي السوري نزار قباني، صدرت في عام 1995، عن منشورات نزار قباني في بيروت، لبنان.